# Rufina
Rufina es una localidad italiana de la ciudad metropolitana de Florencia, región de Toscana, con 7.511 habitantes.

Ubicación de la ciudad de Rufina dentro de la provincia de Florencia.

## Evolución demográfica
| Gráfica de evolución demográfica de Rufina entre 1861 y 2001 |
|                                                              |
| Fuente ISTAT - Elaboración gráfica por parte de Wikipedia    |